# St. Johannes Evangelist (Lohen)

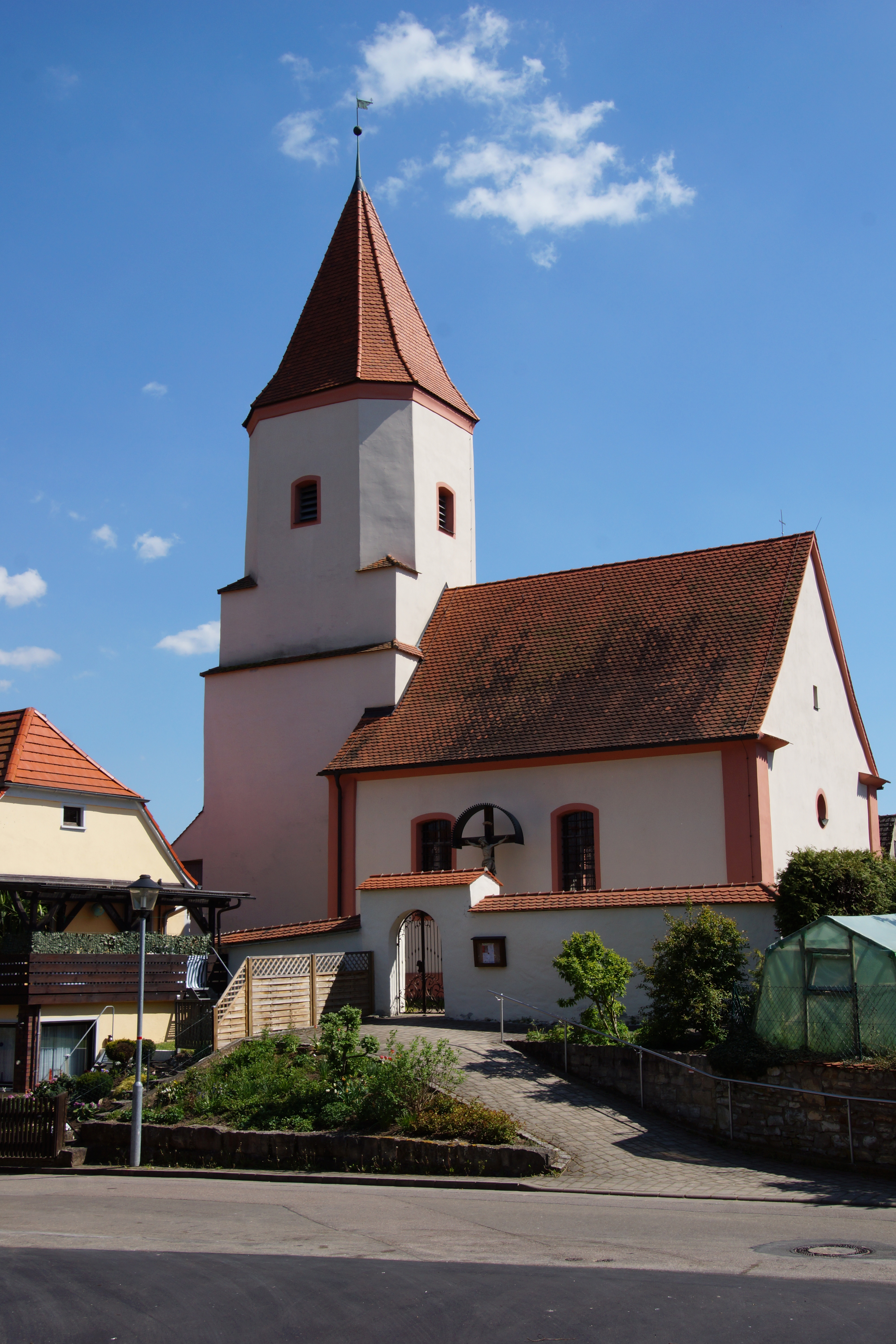
St. Johannes Evangelist in Lohen

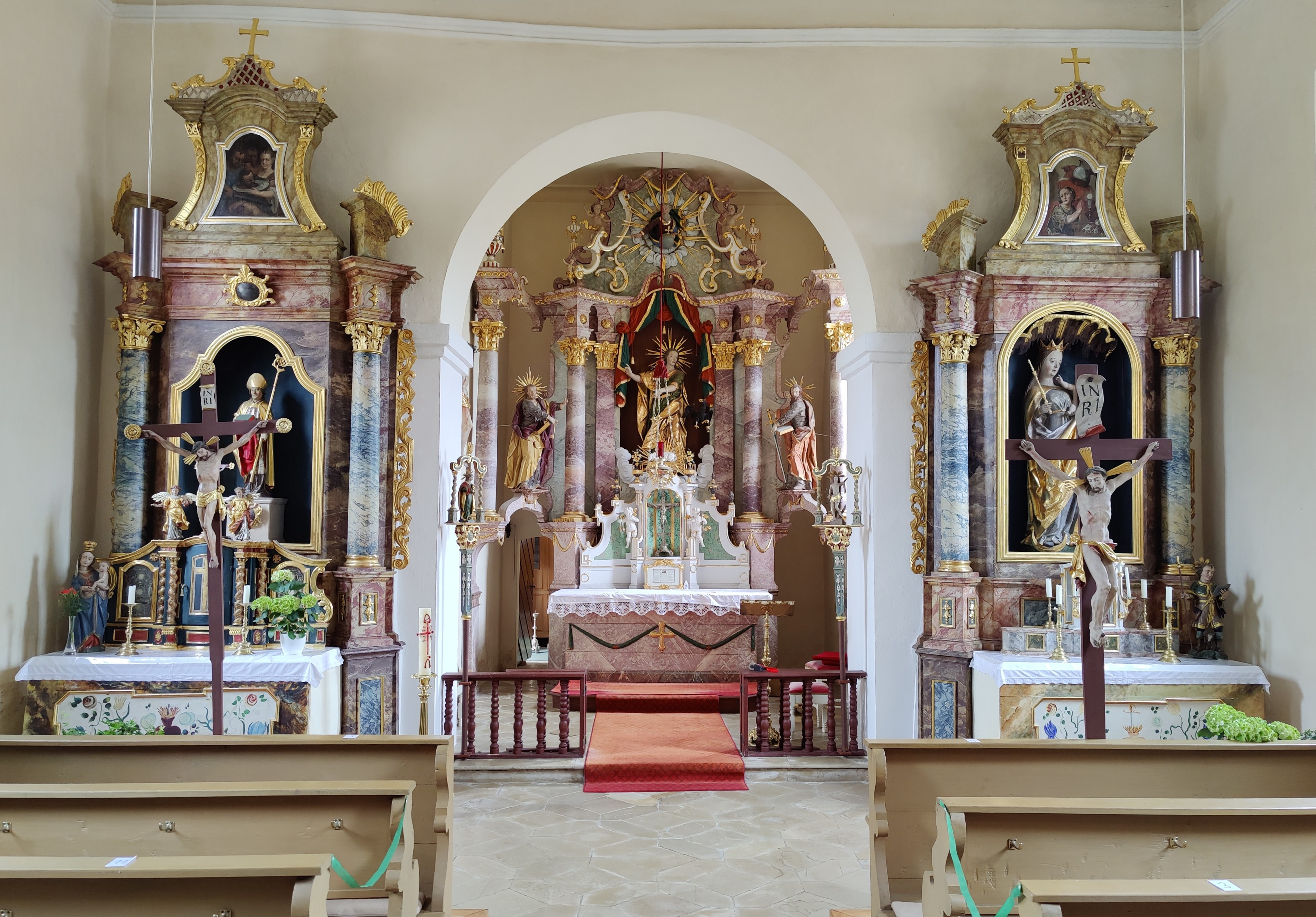
Altäre (2021)

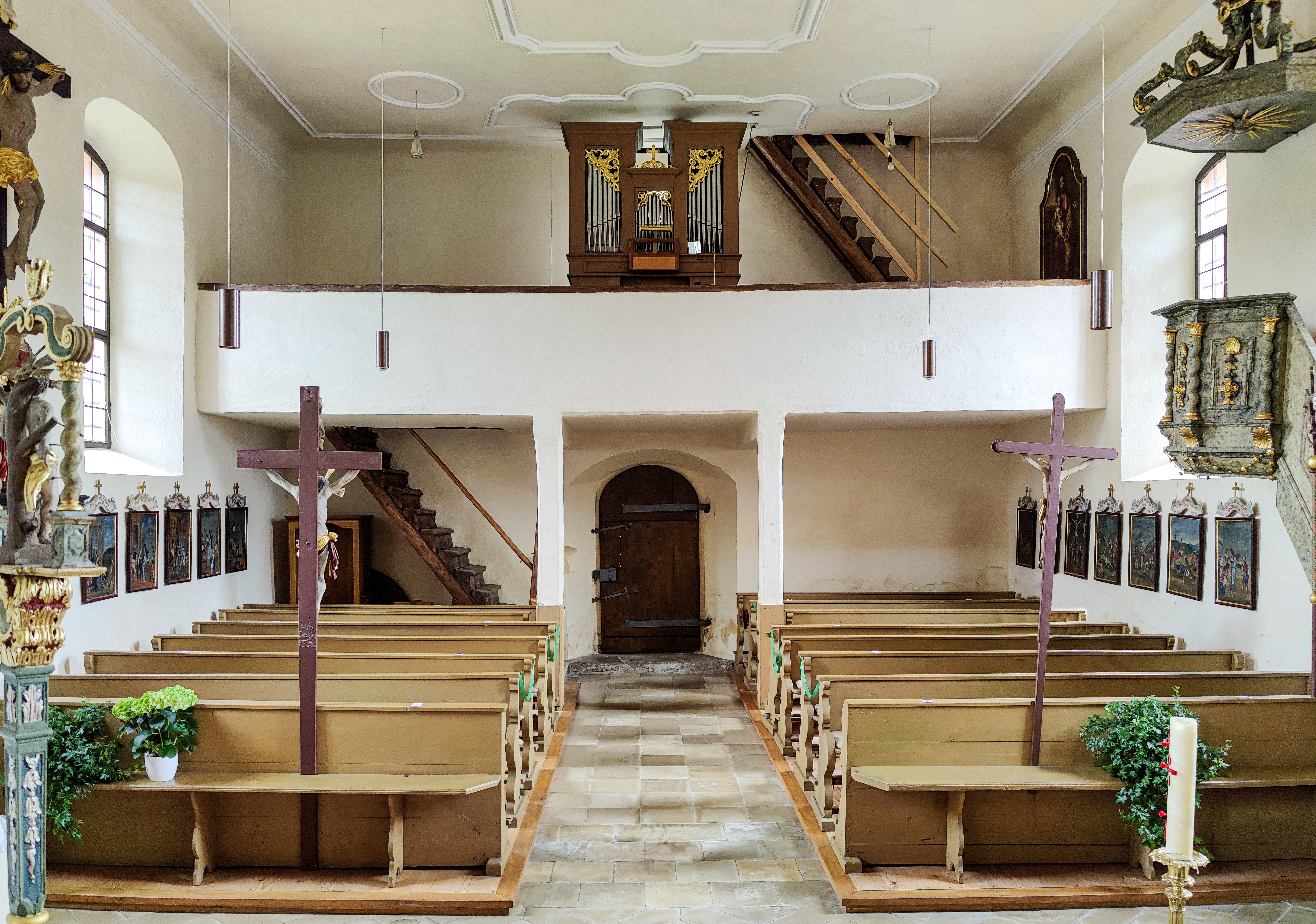
Orgel

Die römisch-katholische, denkmalgeschützte Filialkirche St. Johannes Evangelist steht in Lohen, einem Gemeindeteil des Marktes Thalmässing im Landkreis Roth (Mittelfranken, Bayern). Das Bauwerk ist unter der Denkmalnummer D-5-76-148-68 als Baudenkmal in der Bayerischen Denkmalliste eingetragen. Die Kirche gehört zur Pfarrei Untermässing des Pfarrverbandes Greding im Dekanat Roth-Schwabach des Bistums Eichstätt.

## Beschreibung
Die unteren Geschosse des Chorturms stammen aus dem Mittelalter. Im 18. Jahrhundert wurde er um ein Geschoss mit abgeschrägten Ecken aufgestockt, in dem der Glockenstuhl untergebracht ist, und mit einem achtseitigen, spitzen Helm bedeckt. Zeitgleich wurde an ihn das mit einem Satteldach bedeckte Langhaus angebaut. 
Die Innenräume des Langhauses und des Chors, d. h. das Erdgeschoss des Chorturms, sind mit Flachdecken überspannt. Der klassizistische Hochaltar wurde Ende des 18. Jahrhunderts gebaut. Die Seitenaltäre stammen aus der Zeit des Rokoko. Die Kanzel wurde um 1720 aufgestellt. Auf der Empore dem Altar gegenüber steht eine Orgel. Das mechanische Schleifladeninstrument besitzt fünf Register auf einem Manual und dem Pedal. Der Erbauer und das Erbauungsjahr ist unbekannt; 1935 wurde sie durch die Orgelbauanstalt Josef Bittner durchgreifend umgebaut.